# Philip Salyer
Philip Salyer (* 30. Oktober 1981 in Oklahoma City) ist ein ehemaliger US-amerikanischer Fußballspieler.

## Karriere

### Verein
Salyer spielte 2000 und 2001 für die Fußballmannschaft der University of Maryland. Wegen seiner guten Auftritte lockte ihn im Januar 2002 Werder Bremen nach Deutschland. Über das Reserve-Team sollte er damals den Weg in den Profikader finden. Den Durchbruch schaffte Salyer allerdings nicht. Nach einem Jahr an der Weser entschied er sich wieder nach Amerika zurückzukehren. Beim 2003 MLS Supplemental Draft, einem Auswahlverfahren zum Sichten von Spielern für die US-Profi-Fußballliga, sicherten sich der FC Dallas am 10. April 2003 die Dienste des Defensiv-Allrounders. Nachdem er in seiner ersten Saison für die Burns nur zu wenigen Einsätzen gekommen war, konnte er sich im Folgejahr nach den Abgängen von Tenywa Bonseu, Ryan Suarez und Shavar Thomas durchsetzen. Auf der rechten Verteidigerseite musste er dabei mit Carey Talley konkurrieren. Nachdem er Mitte 2005 von Dallas gewaivt wurde, schloss er sich keinem weiteren Profiklub mehr an.

### Nationalmannschaft
Salyer war Junioren-Nationalspieler der USA. Mit ihr nahm er an der Junioren-Fußballweltmeisterschaft 2001 in Argentinien teil. Dabei erreichte die Mannschaft das Viertelfinale, schied aber gegen Ägypten aus. Salyer kam dabei in einem Vorrundenspiel sowie im Viertelfinalspiel zum Einsatz. Im gleichen Jahr nahm der Defensivspieler bereits am Turnier von Toulon teil.

## Wissenswertes
Aktuell lebt Salyer in Dallas/Fort Worth Metroplex und trainiert die achte Klasse der St. Mark's School of Texas.